# Eric Crockford
Eric Bertram Crockford (* 13. Oktober 1888 in Wylde Green, Birmingham; † 17. Januar 1958 in Four Oaks, Birmingham) war ein englischer Hockeyspieler, der 1920 mit der britischen Nationalmannschaft Olympiasieger war.

## Sportliche Karriere
Eric Crockford besuchte das Eastbourne College und kehrte dann in seine Heimat zurück, wo er später als Solicitor tätig war. Er spielte Hockey für den Sutton Coldfield Hockey Club. Ab 1920 wirkte der Mittelfeldspieler in insgesamt 17 Länderspielen im Hockey mit.
An den Olympischen Spielen 1920 in Antwerpen nahmen insgesamt vier Mannschaften teil. Die Briten bezwangen die Dänen mit 5:1 und die Belgier mit 12:1. Zum letzten Spiel traten die Franzosen nicht mehr an.
Neben seiner Hockey-Karriere spielte Crockford auch Cricket. Unter anderem spielte er als Middle-Order-Batsman für Warwickshire, für die er zwischen 1911 und 1922 in 21 First-Class-Partien antrat.